# تاکنیمون (پنسیلوانیا)
تاکنیمون (به انگلیسی: Toughkenamon) یک منطقهٔ مسکونی در ایالات متحده آمریکا است که در پنسیلوانیا واقع شده‌است. تاکنیمون ۱٬۴۹۲ نفر جمعیت دارد.